# Apollo 18 (film)
Apollo 18 este un film american științifico-fantastic de groază din 2011 regizat de Gonzalo López-Gallego și produs de Timur Bekmambetov. Premisa filmului este faptul că misiunea Apollo 18, care oficial a fost anulată, de fapt a fost lansată în decembrie 1974, dar nu s-a mai întors pe Pământ și, ca rezultat, Statele Unite ale Americii nu au mai lansat o altă expediție pe Lună. Filmul este primul de limba engleză a lui López-Gallego. Premiera filmului: 2 septembrie 2011 în SUA și Canada.

## Prezentare
Un documentar video despre misiunea Apollo 17 pe Lună este găsit și acesta conține explicații de ce oamenii nu au mai fost oficial pe Lună. Organizații guvernamentale americane mușamalizează totul despre misiunea Apollo 18 plecată cu misiunea de a face contact cu o formă de viată extraterestră ostilă pe Lună. 

## Distribuție
- Warren Christie - Căpitanul-pilotul modulului lunar Benjamin "Ben" Anderson
- Lloyd Owen - Comandantul Nathan "Nate" Walker
- Ryan Robbins - Pilot modulului de comandă locotenent colonel Colonel John Grey
- Andrew Airlie - CAPCOM (Thomas Young)
- Michael Kopsa - Secretar adjunct al Apărării